# Gays Mills, Wisconsin
Gays Mills là một làng thuộc quận Crawford, tiểu bang Wisconsin, Hoa Kỳ. Năm 2006, dân số của làng này là 625 người.

## Dân số
Gays Mills có dân số năm 2024 là 521 người. Dân số tại đây hiện đang giảm với tốc độ hàng năm và đã giảm kể từ cuộc điều tra dân số gần đây nhất, ghi nhận dân số 521 người (năm 2020).
Độ tuổi trung bình ở Gays Mills là 47,3 tuổi; 53,2 tuổi đối với nam và 40,8 tuổi đối với nữ.

## Thu nhập
Thu nhập trung bình của hộ gia đình ở Gays Mills là 57.500 USD với tỷ lệ nghèo là 18,24%.